# Международный арбитр по шахматной композиции
Международный арбитр по шахматной композиции — звание, присваиваемое с 1956 конгрессами ФИДЕ по представлению Постоянной комиссии ФИДЕ по шахматной композиции. Право на получение звания имеет арбитр, судивший не менее 6 раз международные соревнования по составлению задач и этюдов (конкурсы, турниры ФИДЕ, Альбомы ФИДЕ и т. п.). Среди 287 шахматистов из 26 стран, которым присвоено звание международного арбитра (1956 —1987), 41 — из СССР: 
| Год  | |
| ---- | --- |
| 1956 | Ю. Авербах, А. Акерблом, Х. Бартолович, М. Ботвинник, В. Брон, Д. Бухвальд, Я. Венда, А. Верле, М. Врубель, Н. Габор, A. Гербстман, Ф. Гладик, Т. Горгиев, А. Гуляев (Грин), А. Гурвич, Р. Дарваш, Ф. Дедрле, А. Домбровскис, Л. Загоруйко, З. Зилахи, В. Итон, Г. Йёнссон, В. Йёргенсен, А. Казанцев, Г. Каспарян, А. Кикко, Я. Кнёппель, В. Корольков, Р. Кофман, К. Ларсен, Б. Ларссон, О. Лауритцен, Л. Лачный, П. Лейбович, Л. Лёвентон, С. Лимбах, Ф. Линдгрен, Л. Линднер, Л. Лошинский, А. Мандлер, Ж. Г. Мартин, Э. Надь, Д. Неукомм, Д. Парош, В. Пахман, Н. Петрович, А. Питук, Л. Прокеш, Ф. Прокоп, В. Рангелов, П. Раш-Нильсен, В. Рёпке, Е. Рухлис, Ж. Б. Сантьяго, Б. Сахаров, О. Стокки, Х. Тернблад, Е. Умнов, П. Фараго, Ф. Флек, Й. Фритз, М. Хавель, Э. Хассберг, А. Хильдебранд, Э. Холладей, Х. Хультберг, Т. Чарнецкий, В. Чеховер, В. Шиф, Л. Шор, А. Эллерман |
| 1957 | Г. Альбрехт, А. Аргуэльес, Р. Бергер, П. Биске, Э. Босуэлл, Й. Брейер, А. Вотава, Й. Галумбирек, В. Гальберштадт, Х. Граземан, Д. Гросси, Ю. Гунст, У. Джейкобс, А. Дундер, Д. Елле, А. Зуттер, Г. Кайзер, П. Керес, В. Киви, С. Киппинг, Г. Леон-Мартен, Х. Лепушютц, Х. Мандиль, К. Мэнсфилд, Р. Мэттьюз, Х. Отт, Х. Перис, Э. Пуиг Амброс, Х. Сальдо, В. Смыслов, Б. Соукуп-Бардон, А. Танелян, Я. Ханнелиус, К. Ховард, Э. Цеплер, Г. Чандлер, Р. Чини, А. Шерон, Э. Шоу, Ш. Эберле |
| 1958 | И. Микан |
| 1959 | В. Гебельт, А. Копнин, Я. Русек |
| 1960 | Г. Гжебан, Г. Надареишвили, М. Пфейффер, В. Руденко |
| 1961 | А. Батурин, Д. Бронштейн |
| 1965 | Я. Владимиров, Ан. Кузнецов, А. Попандопуло, В. Чепижный |
| 1966 | Ф. Бондаренко, Ал. Кузнецов |
| 1967 | В. Якимчик |
| 1968 | А. Козлов |
| 1971 | Л. Митрофанов |
| 1980 | B. Неидзе |
| 1984 | В. Мельниченко, Ю. Сушков |
| 1987 | А. Лобусов, А. Максимовских |
| 1989 | В. Копаев, Н. Плаксин |
| 1994 | А. Феоктистов |
| 1997 | В. Кожакин |
| 1998 | И. Верещагин, Ю. Фокин, А. Хаит |
| 1999 | В. Барсуков |